# 金融知力普及協会
NPO法人金融知力普及協会（きんゆうちりょくふきゅうきょうかい、英: Association for the Promotion of Financial Literacy、略称APFL）は、特定非営利活動促進法に基づいて設立された特定非営利活動法人。

## 事業内容
- 金融知力普及・広報活動（シンポジウムの主催等）

高校生向けのクイズ大会、エコノミクス甲子園の開催、「エコノミクス甲子園」内のプログラムを大会に発展させた高校生模擬起業グランプリ、「リアビズ」の開催もこれにあたる。
- 金融経済教育体系の確立（学校教育から企業人材育成までのカリキュラム策定等）
- 金融経済教育活動の実施（通信教育講座、社員教育セミナー等）
- 検定試験実施・能力検定（金融知力検定、金融知力インストラクター認定制度等）

その他、金融経済を題材にしたトレーディングカードゲーム「エコノミカ」の運営も行っている。